# 海峡 (2007年のテレビドラマ)
『スペシャルドラマ・海峡』（スペシャルドラマ・かいきょう）は、NHK総合で、2007年11月に放送されたテレビドラマの特別番組。2007年度文化庁芸術祭参加作品。

## 概略
太平洋戦争末期から朝鮮戦争前後にかけて、韓国・釜山で恋に落ちつつも、戦後の混乱と国籍の壁に翻弄される日本人女性と韓国人男性の恋愛を描く。
長谷川京子のNHK初主演作品である。

## 放送日時
全てJSTで表記。
- 2007年11月17日・24日…21:00 - 22:15
- 2007年11月23日…22:00 - 23:15

※『土曜ドラマ』・『プレミアム10』の時間帯で放送した（両番組の企画扱いとはなっていない）。
（再放送）
- 2008年1月14日…08:00 - 3話連続 NHK BShi
- 2008年3月26日 - 3月28日…22:00 - 23:15 NHK総合

## キャスト
- 吉江朋子 - 長谷川京子[1]
- 木戸俊二（朴俊仁） - 眞島秀和[2]
- 吉江順吉 - 中村敦夫
- 進藤 登 - 津川雅彦
- 進藤 しのぶ - 銀粉蝶
- 岡田清美 - 辺見えみり
- 岡田あい子 - 田島令子
- 金桂淑 - コ・ドゥシム（高斗心）
- 伊藤久信 - 豊原功補
- 伊藤容子 - 美保純
- 塚本照夫 - 犬塚弘
- 市岡礼三 - 橋爪功
- 野中武敏 - 上川隆也
- 野中ワカ - 小山明子
- 赤川警部（京都の警察） - 浅野和之
- 京都の刑事 - 山下規介
- 博多の刑事 - でんでん
- 吉江福太郎 - 不破万作
- - 菊池均也
- - 石橋雅史
- - 佐戸井けん太　　ほか

- 語り - 広瀬久美子

## スタッフ
- 作 - ジェームス三木
- 演出 - 岡崎栄（第1回・3回）・吉川邦夫（第2話）
- 音楽 - 渡辺俊幸
- 主題歌 - さだまさし「かささぎ」（アルバム『Mist』収録）

## サブタイトル
| 各回  | 放送日         | サブタイトル   | 視聴率 |
| ----- | -------------- | -------------- | ------ |
| 第1回 | 2007年11月17日 | 釜山港の別れ   | 8.6%   |
| 第2回 | 2007年11月23日 | 海を越える誓い | 5.6%   |
| 第3回 | 2007年11月24日 | 一人だけの海峡 | 8.1%   |

平均視聴率7.4%（視聴率は関東地区・ビデオリサーチ社調べ）

## その他
- ドラマの主題歌を担当するさだまさしがメインパーソナリティを務めた『名古屋から生放送! 秋の夜長もさだまさし』（2007年10月27日深夜＝28日未明放送）にて、佐田玲子の番宣コーナーでドラマが紹介された。
- 放送初日となる11月17日には『土曜スタジオパーク』に主演の長谷川京子と眞島秀和がゲスト出演し、ドラマの紹介を行っている。